# Championnat du Lesotho de football 2010-2011
Navigation
Édition précédente Édition suivante
La saison 2010-2011 du Championnat du Lesotho de football est la quarante-deuxième édition du championnat de première division au Lesotho. Les quatorze équipes engagées sont regroupées au sein d'une poule unique où elles affrontent deux fois leurs adversaires, à domicile et à l'extérieur. En fin de saison, pour permettre le passage du championnat de 14 à 12 formations, les quatre derniers du classement sont relégués et remplacés par les deux meilleurs clubs de deuxième division.
C'est le Lesotho Correctional Services qui remporte la compétition cette saison après avoir terminé en tête du classement, à égalité de points avec le Lesotho Defence Force FC, ne le devançant que grâce à une meilleure différence de buts. C'est le cinquième titre de champion du Lesotho de l'histoire du club.

## Participants
- Lesotho Defence Force FC
- Likhopo FC
- Joy FC
- Lesotho Correctional Services
- Matlama FC
- Linare FC
- LMPS FC
- Swallows FC
- Lioli FC
- Bantu FC
- Mphatlalatsane FC
- Maduma FC - Promu de D2
- Lerotholi Polytechnics FC
- Mabeoana FC - Promu de D2

## Compétition

### Classement
Le classement est établi sur le barème de points classique : victoire à 3 points, match nul à 1, défaite à 0.
| Rang | Équipe                        | Pts | J  | G  | N  | P  | Bp | Bc | Diff |
| ---- | ----------------------------- | --- | -- | -- | -- | -- | -- | -- | ---- |
| 1    | Lesotho Correctional Services | 55  | 26 | 15 | 10 | 1  | 43 | 17 | +26  |
| 2    | Lesotho Defence Force FC      | 55  | 26 | 16 | 7  | 3  | 39 | 19 | +20  |
| 3    | Bantu FCC                     | 48  | 26 | 14 | 6  | 6  | 36 | 23 | +13  |
| 4    | Linare FC                     | 44  | 26 | 12 | 8  | 6  | 37 | 24 | +13  |
| 5    | Matlama FCT                   | 40  | 26 | 10 | 10 | 6  | 27 | 18 | +9   |
| 6    | LMPS FC                       | 38  | 26 | 10 | 8  | 8  | 34 | 28 | +6   |
| 7    | Likhopo FC                    | 37  | 26 | 10 | 7  | 9  | 27 | 27 | 0    |
| 8    | Lioli FC                      | 36  | 26 | 9  | 9  | 8  | 25 | 22 | +3   |
| 9    | Maduma FCP                    | 36  | 26 | 9  | 9  | 8  | 31 | 33 | -2   |
| 10   | Joy FC                        | 33  | 26 | 8  | 9  | 9  | 24 | 24 | 0    |
| 11   | Mphatlalatsane FC             | 23  | 26 | 4  | 11 | 11 | 29 | 37 | -8   |
| 12   | Lerotholi Polytechnics FC     | 23  | 26 | 6  | 5  | 15 | 17 | 34 | -17  |
| 13   | Swallows FC                   | 13  | 26 | 2  | 7  | 17 | 15 | 42 | -27  |
| 14   | Mabeoana FCP                  | 9   | 26 | 1  | 6  | 19 | 13 | 49 | -36  |

|  | Qualification pour la Ligue des champions de la CAF 2012                                |
|  | Relégation en deuxième division                                                         |
|  | T : Tenant du titre C : Vainqueur de la Coupe du Lesotho P : Promu de deuxième division |

## Bilan de la saison
| Championnat du Lesotho de football 2010-2011                        |                                          |
| Champion                                                            | Lesotho Correctional Services (5e titre) |
| Coupes et trophées                                                  |                                          |
| Vainqueur de la Coupe du Lesotho 2010-2011                          | Bantu FC                                 |
| Qualifications continentales                                        |                                          |
| Ligue des champions de la CAF 2012                                  | Lesotho Correctional Services            |
| Coupe de la confédération 2012                                      | Aucun                                    |
| Promotions et relégations                                           |                                          |
| Promus en Championnat du Lesotho de football                        | Mpharane Celtics FC                      |
| Promus en Championnat du Lesotho de football                        | Majantja FC                              |
| Relégués en Championnat du Lesotho de football de deuxième division | Mphatlalatsane FC                        |
| Relégués en Championnat du Lesotho de football de deuxième division | Lerotholi Polytechnics FC                |
| Relégués en Championnat du Lesotho de football de deuxième division | Swallows FC                              |
| Relégués en Championnat du Lesotho de football de deuxième division | Mabeona FC                               |